# 17933 Haraguchi
A 17933 Haraguchi (ideiglenes jelöléssel 1999 GM36) a Naprendszer kisbolygóövében található aszteroida. A LINEAR projekt keretében fedezték fel 1999. április 12-én.